# Операција Пик
Операција Пик је била војна операција Вермахта против југословенских и албанских партизана у ширем рејону Кичева и Ђаковице. Вођена је од 12. до 21. фебруара 1944. године.

## Позадина
Након капитулације Италије, 8. септембра 1943. године, проширен је опсег слободних територија у западној Македонији. Кичево и Дебар били су први ослобођени градови након капитулације. Тамошња највећа слободна територија, Дебарца, обухватала је градове Кичево, Дебар, Стругу, Охрид и Преспу. Тада је Главни штаб Народноослободилачких партизанских одреда Македоније (ГШ НОПОМ) организован у Главни штаб Народноослободилачке војске и партизанских одреда Македоније.

## Ток операције
Операција Пик је почела по тешком невремену, са закашњењем од 24 часа, тј. 13. фебруара 1944. године. Трајала је 8 дана и завршила се 21. фебруара. Борбе су вођене на два различита правца: западно од Кичева, и јужно од Ђаковице, првенствено против тамошњих партизанских снага Албаније као и затечених партизанских јединица Главног штаба НОВ и ПО Македоније и Главног штаба НОВ и ПО за Космет.